# Barthélémy Chinenyeze
Barthélémy Ikechi Ross Chinenyeze (Coudekerque-Branche, 28 febbraio 1998) è un pallavolista francese, centrale della Lube.

## Carriera

### Club
La carriera di Barthélémy Chinenyeze inizia nelle giovanili del Dunkerque, per poi passare a quelle del Wattignies e infine alla squadra federale del CNVB.
Nella stagione 2016-17 esordisce in Ligue A con lo Spacer's Toulouse: a metà campionato 2017-18 si trasferisce al club polacco dell'Asseco Resovia, in Polska Liga Siatkówki.
Rientra in Francia nell'annata 2018-19 accasandosi al Tours, con cui vince la Coppa di Francia e lo scudetto. Nella stagione 2019-20 viene ingaggiato per un biennio dalla Callipo, nella Superlega italiana, dove rimane anche nel campionato 2021-22, ma con la Powervolley Milano, e in quello seguente, con la Lube, conquistando la Coppa Italia 2024-25.

### Nazionale
Nel 2015 fa parte della nazionale under 19 francese, nel 2016 di quella under 20 e nel 2017 di quella under 21.
Nel 2017 ottiene le prime convocazioni nella nazionale maggiore con cui vince, nello stesso anno, la medaglia d'oro alla World League. Nel 2018 conquista l'argento alla Volleyball Nations League, seguito dal bronzo nell'edizione 2021, anno in cui vince la medaglia d'oro ai Giochi della XXXII Olimpiade di Tokyo, venendo premiato come miglior centrale. Nel 2022 si aggiudica l'oro alla Volleyball Nations League, stesso metallo che conquista anche durante i Giochi della XXXIII Olimpiade.

## Palmarès

### Club
- Campionato francese: 1

2018-19
- Coppa di Francia: 1

2018-19
- Coppa Italia: 1

2024-25

### Nazionale (competizioni minori)
- Memorial Hubert Wagner 2017
- Memorial Hubert Wagner 2018

### Premi individuali
- 2019 - Ligue A: MVP
- 2021 - Giochi della XXXII Olimpiade: Miglior centrale